# Bernhard d'Orange-Nassau
Le prince Bernhard (Bernard) Lucas Emmanuel d'Orange-Nassau, van Vollenhoven, né le 25 décembre 1969 à Nimègue, est le deuxième fils de la princesse Margriet des Pays-Bas et de Pieter van Vollenhoven. 
Avant que son cousin germain le prince d'Orange ne devienne en 2013 le roi Willem-Alexander des Pays-Bas, le prince Bernhard appartenait à la famille royale néerlandaise et occupait la onzième place dans l'ordre de succession au trône, mais depuis l'intronisation du nouveau souverain, en vertu de la constitution du royaume, il n'est plus membre de la famille royale ni successible au trône.

## Biographie

### Jeunesse et formation

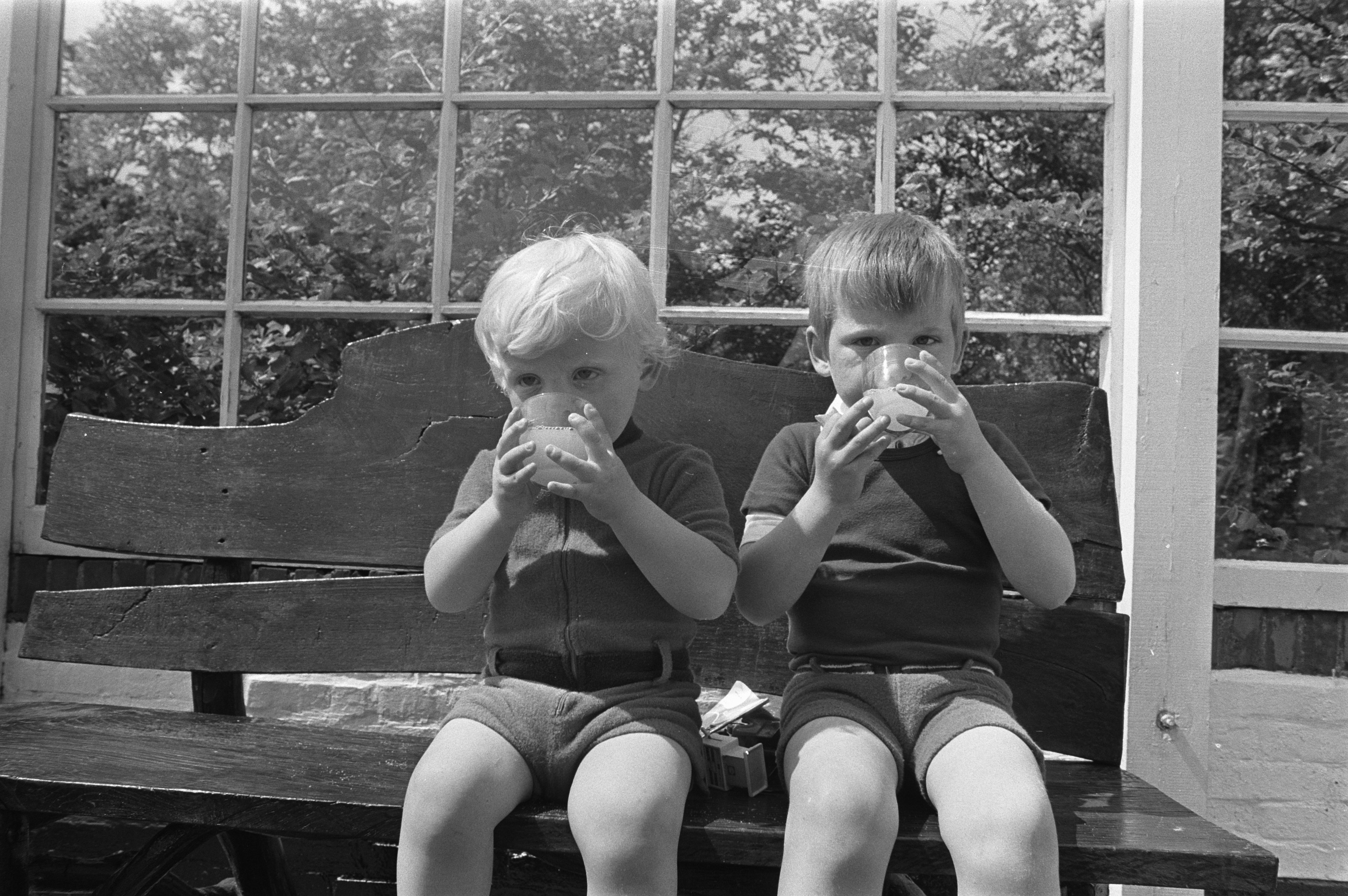
Le prince Bernhard et son frère Maurits, en 1972.

La famille du prince Bernhard a vécu à Apeldoorn, en Gueldre, tout au long de son enfance, déménageant à la maison Het Loo en 1975. Il a reçu son éducation primaire et secondaire à Apeldoorn. 
Le prince Bernhard a trois frères : les princes Maurits, Pieter-Christiaan et Floris. 
En 1988, il étudie l'économie à l'université de Georgetown à Washington, puis l'année suivante, il fréquente l'université de Groningue aux Pays-Bas où il étudie la mercatique et les études de marché et où, en 1995, il reçoit le diplôme de doctorandus (Master of Science). 
Bien qu'il soit membre de la famille royale élargie, il participe rarement à des fonctions officielles. Le prince Bernhard est un entrepreneur indépendant.

### Mariage et famille
Pendant ses études à Groningue, le prince Bernhard rencontre Annette Sekrève, (née le 18 avril 1972). Le couple annonce ses fiançailles le 11 mars 2000. La cérémonie civile du mariage est célébrée le 6 juillet suivant par la maire d'Utrecht, Annie Brouwer-Korf, dans le Spiegelzaal du Paushuize à Utrecht. Le mariage est béni deux jours plus tard par le Dr Anne van der Meiden à la cathédrale Saint-Martin d'Utrecht. Le prince Bernhard et la princesse Annette ont trois enfants : Isabella (née en 2002), Samuel (né en 2004) et Benjamin (né en 2008). Selon un arrêté royal du 5 juillet 2000, les enfants ont reçu le nom de famille van Vollenhoven, sans titre. Le prince Bernhard et sa famille vivent à Amsterdam. 

### Abdication de la reine Beatrix
Avec l'abdication de la reine Beatrix, qui a lieu le 30 avril 2013, les enfants de la princesse Margriet et de Pieter van Vollenhoven ne sont plus éligibles à la succession au trône. Ils cessent également d'être membres de la Maison royale. 

### Santé
Fin août 2013, des médecins d'Amsterdam lui diagnostiquent un lymphome non hodgkinien. Il souffre également de la maladie de Crohn.

## Titres et distinctions

### Titulature
- depuis le 25 décembre 1969 : Son Altesse le prince Bernhard des Pays-Bas, prince d'Orange-Nassau